# Монтолье, Изабель де
Баронесса Изабель де Монтолье (фр. Isabelle de Montolieu; в девичестве Изабель Жанна Полина Полье де Боттен (фр. Isabelle (Elisabeth) Jeanne Pauline Polier de Bottens); 7 мая 1751, Лозанна — 29 декабря 1832, Лозанна) — швейцарская писательница и переводчица

.

## Биография
Изабель Жанна Полина Полье де Боттен родилась 7 мая 1751 года в швейцарском городе Лозанна; происходила из протестантской семьи Полье эмигрировавшей в XVI веке из Франции; дочь профессора реформатского богословия Антуана Ноэ Полье де Боттенса (1713—1783) и Элизабет Антуанетты Сюзанны де Лажье-Плювиан (нем. Elisabeth Antoinette Susanne de Lagier-Pluvianes; 1722–1769); у неё было четыре сестры и четыре брата.
В 1769 году она вышла замуж за Бенджамина Адольфа де Круза (1743-1775) из Прилли, умершего от болезни в возрасте 32 лет. В 1786 году, после одиннадцатилетнего вдовства она вышла замуж за южнофранцузского барона Луи де Монтолье (ум. 1800) и продолжала жить с ним в Лозанне.
Первый роман Монтолье «Caroline de Lichtfield, ou Mémoires d'une Famille Prussienne» («Кэролайн де Лихтфилд, или Воспоминания о прусской семье») мгновенно стал влиятельным бестселлером 1780-х годов и оставался в печати до середины XIX века. Всего она написала несколько оригинальных романов и более ста томов переводов. Изабель де Монтолье осуществила первый перевод на французский язык романов «Чувство и чувствительность» и «Доводы рассудка» английской писательницы Джейн Остин.
Баронесса Изабель де Монтолье умерла 29 декабря 1832 года в родном городе.
Первое собрание её сочинений (неполное) было издано в Париже в 1824 году.
Младшая сестра Монтолье — Жанна-Франсуаза Полье де Боттен (англ. Jeanne-Françoise Polier de Bottens; ~ 1759—1839) тоже стала литератором и написала романы «Lettres d’Hortense de Valois» (Париж, 1788), «Mémoires et voyages d’une famille émigrée» (Париж, 1801), «Anastase et Nephtalie» (Париж, 1815) и др.

## Публикации на русском языке
- Повести — М., 1815.
  - Часть первая
  - Часть вторая
- Хижина на высотах альпийских — М., 1817.
  - Часть первая
  - Часть вторая
  - Часть третья
  - Часть четвертая
  - Часть пятая
- Сент-Клер островитянин, или Изгнанники на острове Барре — М., 1817-1818.
  - Часть I
  - Часть II
  - Часть III
  - Часть IV
- Замок Курвилль, или Любопытные записки фамилии Курвилль — М., 1819.
- Лудовик, или Сын человека с гением — М., 1820.
  - Часть I
  - Часть II
- Швейцарские замки — М., 1821.
  - Часть I
  - Часть II
  - Часть III
  - Часть IV
  - Часть V
  - Часть VI
- Карл и Елена Мольдорф, или, Лишние восемь лет — М., 1822.
  - Часть первая
  - Часть вторая
- Двадцать один год, или Узник Шарфстейнского замка — М., 1824.
  - Часть первая
  - Часть вторая
  - Часть третья
  - Часть четвертая
- Рыцари ложки — Орел, 1830.
  - Часть первая
  - Часть вторая